# Zona archeologica di Medina Elvira
La zona archeologica di Medina Elvira si trova ai piedi della Sierra Elvira, occupando un emiciclo naturale aperto al sud, in enclave nei municipi di Atarfe e Pinos Puente in provincia di Granada in Spagna. La superficie della zona archeologica è di 332,226 ettari.  
Sul fianco settentrionale esistono una serie di piccole colline: Cerro del Sombrerete, Tajo Colorato, Cerro Almirez e Cerro de los Cigarrones, che sembra abbiano avuto una grande importanza nell'ubicazione delle difese della città. Questo spazio geografico è di grande importanza archeologica per la quantità dei reperti recuperati e per la superficie totale.

## Caratteristiche

### Ubicazione
Il modello di ubicazione delle differenti aree della zona archeologica dipende, tra l'altro, dalla variabile geomorfologica, costituita da una zona più pianeggiante o leggermente inclinata nella quale è posta la parte della città nella quale si trovano i resti del principale edificio religioso (Cortijo de las Monjas) e uno dei quartieri (Cerro de los Cigarrones), zona con parte delle necropoli (Pago de Marugán e Cortijo de los Cigarrones) e alcune colline dove ci sono strutture poliorcetiche di chiaro valore strategico nell'articolazione della difesa della città (Cerro del Sombrerete). 
In diversi luoghi sono presenti resti di antiche cave la cui precisione cronologica, per il momento, non può essere stabilita per mancanza di studi approfonditi. Il processo di degrado dell'ambiente naturale si è intensificato, poiché la vegetazione e la nudità di vaste aree del suolo ha aumentato il deflusso nei glacis di erosione, generando un forte terrapieno che ora interessa l'area. Ci sono due grandi burroni che attraversano l'area dalla zona settentrionale a quella meridionale: il Barranco de la Mezquita e il Barranco de Marugán. La grande pressione antropica sull'ambiente, con attività su larga scala come cave, discariche, ecc., ha portato alla configurazione di aree altamente trasformate. 

### Interventi
Della zona archeologica di Medina Elvira si conoscono, con rigore scientifico, resti di assestamento e fortificazioni nel Cerro del Sombrerete e resti di unità domestiche e viarie di un quartiere nel Cerro de los Cigarrones, frutto di due recenti interventi. 
In un secondo livello si trovano i resti di quanto asportato dai ricercatori del XIX secolo e in un terzo livello una grande quantità di reperti isolati raccolti in alcune campagne di scavo (Espinar, Quesada e Amescua, 1994). I resti principali si possono riassumere in: 
- Gli interventi della necropoli del pago de Marugán, arrivano a documentare 1200 sepolture con abbondanti oggetti personali (orecchini, braccialetti, anelli...), che Gómez-Moreno indica appartenere al periodo visigoto.
- I resti di un acquedotto vicino a Marugán, così come altri resti trovati nel pago de los Tejoletes del Cortijo de las Monjas.
- I reperti che nel 1868 furono trovati durante la costruzione dell'autostrada Granada-Cordova in prossimità di Los Baños de Sierra Elvira, con diversi interventi negli anni successivi, dove furono rimossi i resti rilevanti di alcune terme romane. Lo scavo del Secano della Moschea iniziò nel 1872, con il ritrovamento di resti di muri, colonne e un ampio strato di materiali carbonizzati, che proseguì nel 1874 portando alla luce nuovi resti di edifici abbandonati dopo un incendio e tra questi spiccano colonne e lampade di bronzo della moschea bruciata. Vi sono inoltre scavi di recente realizzazione: Cerro de los Cigarrones (Medina Elvira, Atarfe) nel 1998. In esso è stata effettuata una prospezione e uno scavo di circa 80 mq. Durante lo scavo sono state riesumate strutture che avrebbero fatto parte di un tessuto urbano. Le case hanno muri con battiscopa in muratura di pietra e pavimenti in terra battuta. Funzionalmente sono valutati come appartenenti ad una cucina in cui si trovano una cisterna e uno spazio pubblico identificato con una strada. Forse era un quartiere periferico della città, separato dal nucleo principale che sarebbe situato nell'attuale Cortijo de las Monjas. I materiali dei mobili recuperati risalgono a un periodo che va dall'VIII all'XI secolo.  Nel 2001, nel Cerro del Sombrerete, sono state scoperte strutture e vari materiali ceramici e faunistici (alcuni ricercatori identificano qui il muro della prima città araba esistente nella valle di Granada). Furono effettuati due rilievi, il primo documentò un muro in una sezione di circa 15 metri, con annesse una serie di strutture che potrebbero essere forse la base di una torre. Nel secondo rilievo sono stati scoperti una serie di ambienti interpretati come stanze e patio. Queste dipendenze di case appartenevano a un insieme complesso, indubbiamente con un'organizzazione urbana, che avrebbe avuto la funzione di Alcazaba, controllando la città di Ilbira. La cronologia proposta per le strutture ed i materiali recuperati nello scavo del Sombrerete sarebbe del IX secolo o dell'inizio del X secolo.

## Delimitazione della zona archeologica
La delimitazione della zona archeologica di Medina Elvira è stata effettuata in relazione a diversi parametri. Per questo si è partiti inizialmente dalle fonti storiografiche e documentali a partire dal XIX secolo. 
Inoltre si è tenuto conto degli ultimi interventi archeologici effettuati nell'area delimitata, in particolare nel Cerro de los Cigarrones e nel Cerro del Sombrerete, entrambi di vitale importanza per corroborare la permanenza e l'entità della zona archeologica. A tutto ciò si è contrapposto un esaustivo rilievo a terra dell'intera area che compone la zona archeologica, tenendo conto dell'attuale organizzazione del territorio, frutto di alcune trasformazioni avvenute nell'ultimo quarto del Novecento, una tra le più recenti l'esecuzione dell'autostrada A-92 che attraversa Atarfe, con l'esistenza di due rotatorie che conducono alla città di Atarfe e quella di Pinos Puente.
La zona è mal ridotta per l'estrazione della pietra, verificatasi fin dall'antichità, pertanto, all'interno della zona archeologica sono presenti cave abbandonate in potenziali aree di contenimento di resti archeologici, come quelle situate accanto al burrone della Moschea e altre attualmente in uso, situate nel Cerro del Sombrerete e nel Tajo Colorado, con pericolo per l'integrità delle strutture archeologiche.